# Charles Schwartz
Charles Schwartz (fl. XXI secolo) è stato un ginnasta e multiplista statunitense.

## Carriera
Schwartz partecipò ai Giochi olimpici di Saint Louis 1904 nelle gare di triathlon e ginnastica. Giunse centounesimo nel concorso generale individuale, centoquattordicesimo nel triathlon e ottantatreesimo nel concorso a tre eventi.